# ヨーゼフ・フィッツトゥーム
ヨーゼフ・"ヨッシ"・フィッツトゥーム（独: Josef „Joschi“ Fitzthum、1896年9月14日 - 1945年1月10日）ナチス・ドイツの親衛隊（SS）の将軍。最終階級は親衛隊中将、武装親衛隊及び警察中将。

## 略歴

### 青年期
オーストリア＝ハンガリー帝国エスターライヒ・ウンター・デア・エンス大公国のロイメルスドルフにオーストリア＝ハンガリー帝国の上級行政官ヨーゼフ・フィッツトゥームと妻エリーザベトの息子として誕生。兄にマックス・フィッツトゥーム（Max Fitzthum）、弟にノルベルト・フィッツトゥームがいる。
1909年にロイメルスドルフの国民学校を卒業した後、1908年にエンスの陸軍幼年学校に入学し、1915年5月15日にメーリッシュ・ヴァイスキルヒェンの陸軍上級学校を卒業する。1916年8月18日にウィーンのメードリングにある陸軍技術士官学校を卒業した後、チロル猟兵連隊の第3連隊に配属され、イタリア方面に従軍する。1918年5月1日よりオーストリア帝国陸軍航空隊に転属し、9月1日に第17航空中隊の指揮官となる。
1919年1月31日に軍を離れ、ウィーン大学に2年間在学。1920年4月1日からウィーンの木材業者の下で働き、5月1日よりウィーン美術工芸学校学長の秘書となる

### ナチス親衛隊
1930年5月8日に国家社会主義ドイツ労働者党（NSDAP）の活動に参加し、10月1日にはウィーンの大管区工場細胞指導者となる。1931年1月4日に入党（党員番号363,169）。1932年4月5日に親衛隊に入隊し（隊員番号41,936）、ウィーンの親衛隊第11連隊に所属する。その後順調に出世を重ね、1932年9月9日には親衛隊第11連隊の指導者代行に任ぜられた。だが1933年1月21日にオーストリア政府当局に政治犯として逮捕され、3月29日までヴェラースドルフ収容所に収容された。5月13日には倉庫から催涙ガスを盗み出した罪により再逮捕され、禁固刑に処せられた。1934年1月12日に釈放されると、14日に同じ親衛隊員であるオットー・ヴェヒターと共にドイツへと逃亡した。1934年2月1日に親衛隊全国指導者特務代理としてオーストリアに戻るが、4月9日にオーストリア当局により逮捕され、1936年2月28日までヴェラースドルフ収容所に収容された。1936年3月9日に再びドイツへと逃亡する。 
1936年3月7日には親衛隊難民保護機関の幕僚員となる。11月1日に親衛隊上級地区「フルダ＝ヴェラ」幕僚となり、11月16日から12月31日の間「マイン」SD上級地区指揮下の「トリーア」SD下級地区に所属し研修を受けている。1937年1月1日にはケルンの親衛隊第58連隊指導者に任じられ、10月1日からは親衛隊諜報部（SD）で研修を受ける。1938年3月10日より親衛隊諜報部（SD）所属となる。

### オーストリア併合
アンシュルス（オーストリア併合）直後の1938年3月12日にウィーン警察副長官に任命され、警察長官オットー・シュタインホイスルの代理となる。同時にウィーン市議会議員にもなっている。1938年4月1日からウィーン地区のドイツ国会議員となる。また9月1日にウィーン大管区指導部下の地区指導者と大管区演説者となる。
だが1939年の夏にエルンスト・カルテンブルンナーにより、フィッツトゥームとその同僚のアーリア化への違法な参加が親衛隊に対して悪影響を与えていると告発された。8月8日にカルテンブルンナーは、恐喝の罪でフィッツトゥームの副官であるフランツ・ネベンフューア親衛隊少尉の逮捕を命じた。 フィッツトゥームは副官が無実であると主張したが、ヒムラーはこの事件を知ると親衛隊法務本部に不法行為の調査を命じた。 フィッツトゥームが無実である調査結果にもかかわらずヒムラーは懲戒手続を開始し、1940年3月31日にウィーン警察副長官の職を辞すこととなった。

### 武装親衛隊
1940年3月14日に予備役将校として武装親衛隊に入り、4月1日に第9親衛隊髑髏連隊に配属される。6月9日に第15親衛隊髑髏連隊第3大隊長となり、1941年1月6日に第4親衛隊髑髏連隊第2大隊長、7月15日に第4親衛隊髑髏歩兵連隊長代行、9月1日に第4親衛隊髑髏歩兵連隊第1大隊長を歴任する。
1942年4月14日に戦死したSS義勇部隊「フランダーン」指揮官ハンス＝アルベルト・フォン・レットウ＝フォアベック親衛隊中佐の後任として指揮官代行に任じられるが6月20日まで着任が遅れた。4月20日には親衛隊第2歩兵旅団（2.SS-Infanterie-Brigade）長代理も兼任した。1942年9月1日よりアルフェト・トイアーマンの後任としてSS義勇部隊「ニーダーランデ」司令官となる。

### アルバニア
1943年11月3日に「アルバニア特命全権大使付の親衛隊全国指導者代理」及び「アルバニア」親衛隊及び警察指導者に任命される。1944年8月1日より「アルバニア」親衛隊及び警察高級指導者及びアルバニア駐在ドイツ全権委員に任じられる。11月20日から戦闘団「フィッツトゥーム」司令官となりアルバニア北部で活動した。この戦闘団は「アルバニア」親衛隊及び警察高級指導者の幕僚と第21SS武装山岳師団で構成されていた。

### 死
1945年1月3日にヴィルヘルム・トラバント親衛隊少将の後任として第18SS義勇装甲擲弾兵師団の師団長に就任するが、着任早々の1月10日にヴィーナー・ノイドルフで自動車事故により死去する。ヴィーンのグリンツィング墓地に埋葬された。

## 家族
妻はエリーザベト・フィリッピ。1937年11月13日に結婚し二人の息子を儲けた。

## キャリア

### 階級
出典
- 1916年8月18日、オーストリア陸軍少尉
- 1917年8月１日、オーストリア陸軍中尉
- 1919年1月31日、オーストリア陸軍予備役中尉
- 不明、オーストリア陸軍予備役大尉
- 1932年7月15日、親衛隊曹長
- 1932年9月25日、親衛隊少佐
- 1933年11月9日、親衛隊中佐
- 1936年3月7日、親衛隊大佐
- 1938年3月12日、親衛隊上級大佐
- 1938年3月15日、課長（Regierungsdirektor）
- 1940年4月1日、武装親衛隊の予備役親衛隊大尉
- 1941年1月30日、武装親衛隊の予備役親衛隊少佐
- 1942年4月20日、武装親衛隊の予備役親衛隊中佐
- 1942年9月24日、武装親衛隊の 親衛隊中佐
- 1942年11月9日、武装親衛隊の 親衛隊大佐
- 1943年10月30日、親衛隊少将 、武装親衛隊及び警察少将
- 1944年8月1日、親衛隊中将、武装親衛隊及び警察中将

### 受賞
出典
- ドイツ十字章金章（1943年8月24日）
- 鉄十字勲章
  - 二級鉄十字章(1939年)
  - 一級鉄十字章(1939年)
- 戦功十字章
  - 二級剣付戦功十字章（不明）
- 歩兵突撃章
  - 銅章（不明）
- 1941年/1942年東部戦線冬季戦記章（1942年？）
- 1938年3月13日記念メダル（1939年8月3日）
- 名誉十字章前線戦士章（1939年8月1日）
- 血の勲章（2,510番）（1939年11月30日）
- 勤続章（ドイツ語版）
  - ナチ党勤続章
    - 銅章
- ドイツ乗馬勲章
  - 銅章（1940年2月7日）
- 親衛隊全国指導者名誉長剣（1938年12月1日）
- 親衛隊名誉リング（1937年12月1日）
- 親衛隊賛助会バッジ（ドイツ語版）（14,385番）
- 古参闘士名誉章（1934年）
- （de:Militär-Verdienstmedaille (Österreich)）
- （de:Orden der Eisernen Krone）
- （de:Karl-Truppenkreuz）
- （de:Verwundetenmedaille）
- （Feldfliegerabzeichen）(1918年)